# Ernesto Balducci
Ernesto Balducci (Santa Fiora, 4 agosto 1922 – Cesena, 25 aprile 1992) è stato un presbitero, editore, scrittore e intellettuale italiano.

## Biografia
Membro dell'ordine degli Scolopi, fu una delle personalità di maggior spicco nella cultura del mondo cattolico italiano nel periodo che accompagnò e seguì il Concilio Vaticano II. Fu legato a Giorgio La Pira, David Maria Turoldo, Lorenzo Milani, Nazareno Taddei, Danilo Cubattoli, Silvano Piovanelli, Mario Gozzini, Bruno Borghi, Raffaele Bensi, Carlo Farsetti e molti altri cattolici democratici e "di sinistra" vissuti a Firenze tra gli anni cinquanta e gli anni novanta. Intrecciò forti relazioni anche con personalità laiche come Lelio Basso e fu di ispirazione per don Alessandro Santoro.
Il suo luogo di nascita, Santa Fiora, un paese di minatori sul Monte Amiata, fu sempre considerato da Balducci un'ispirazione basilare per la sua formazione umana, civile e religiosa, in una chiave politica attenta alle istanze di giustizia dei più poveri, dai minatori dell'Amiata agli emarginati delle città e del Terzo mondo.
(E. Balducci, Il cerchio si chiude)
Primo di quattro figli, nato da una famiglia poverissima, entra da ragazzo negli Scolopi, dove fu ordinato sacerdote il 26 agosto 1944 e subito inviato nella Firenze liberata, dove insegnò nelle Scuole Pie Fiorentine e si laureò in Lettere nel 1950 con una tesi su Antonio Fogazzaro.
Mentre frequentava molti intellettuali fiorentini, tra cui Giovanni Papini, già dalla fine degli anni 1940 collaborò con Giorgio La Pira nei gruppi giovanili della San Vincenzo. Successivamente nei primi anni 1950 fondò il "Cenacolo", un'associazione che univa l'assistenza di tipo caritativo a una forte attenzione ai problemi politici e sociali nonché ai temi teologici e spirituali.
L'attività del Cenacolo fu al centro delle iniziative sulla pace promosse da Giorgio La Pira. Balducci fu tra gli estensori dell'appello per il convegno «Pace e civiltà cristiana» del 1954, convocato sul tema «Cultura e Rivelazione» e teso a incoraggiare il dialogo fra culture diverse, nel superamento di un'ottica puramente rivolta all'Europa e alla cultura occidentale. In quegli stessi anni Balducci invitava regolarmente ai convegni annuali dei preti scrittori Don Primo Mazzolari.
Durante la Guerra del Vietnam interruppe i rapporti con la Democrazia Cristiana per schierarsi a supporto dei vietcong.
Nel 1958 fondò la rivista Testimonianze, con un gruppo di amici e giovani legati al "Cenacolo" e iniziò un'intensa attività pubblicistica su temi ecclesiologici. Il nome della rivista si richiamava a una fede fondata sul valore della testimonianza, secondo il modello spirituale dei Piccoli Fratelli di Charles de Foucauld.
L'ostilità della Curia diocesana, riflesso delle censure verso i fermenti innovatori nella Chiesa cattolica che caratterizzarono l'ultima fase del pontificato di papa Pio XII, gli valse l'allontanamento da Firenze. L'"esilio" a Frascati e poi a Roma, dove seguì gli eventi legati al pontificato di papa Giovanni XXIII, gli diede l'occasione di uno sguardo ravvicinato al rinnovamento del Concilio Vaticano II, del quale fu un attento sostenitore, impegnato nello studio e nella divulgazione del dibattito conciliare.
In quegli stessi anni Balducci affrontò molte polemiche e conflitti causati dalle sue prese di posizione. Dopo la pubblicazione, il 13 gennaio 1963, di un articolo-intervista intitolato "La Chiesa e la Patria", sul Giornale del Mattino, nel quale aveva difeso l'obiezione di coscienza, come don Danilo Cubattoli e don Lorenzo Milani, tra il 1963 e il 1964 subì un processo, conclusosi con la condanna per apologia di reato e la parallela denuncia al Sant'Uffizio a partire dalle stesse accuse.
Nel 1965 Balducci riuscì a riavvicinarsi a Firenze, alla Badia Fiesolana della diocesi di Fiesole, grazie anche all'intervento di papa Paolo VI. Negli anni 1970 fu uno degli artefici del dialogo con il mondo legato al Partito Comunista Italiano in nome dell'abbattimento di molte frontiere culturali e politiche. La sua delusione per quel che riteneva un mancato rinnovamento ecclesiale e religioso, lo portò a un sempre più marcato distacco dai temi della riforma ecclesiale. Rimproverava alla Chiesa di essere rimasta troppo ancorata a una prospettiva ecclesiocentrica.
Negli anni ottanta fu un ascoltato leader nella campagna per il disarmo. Attraverso la rivista Testimonianze promosse i convegni intitolati "Se vuoi la pace prepara la pace" e nel 1986 fondò la casa editrice Edizioni Cultura della Pace (ECP). La sua riflessione divenne più vasta e ricca di articolazioni, tesa a dare forti basi culturali a un nuovo "umanesimo planetario". Tutte le collane delle ECP (come «Uomo Planetario» e «Enciclopedia della Pace») andavano in questa direzione. L'impegno intellettuale e organizzativo di Balducci era ormai un progetto ambizioso di rilettura e comprensione globale della realtà contemporanea all'interno di un paradigma culturale basato sul rafforzamento di una nuova cultura della pace.
Nella collana «Maestri» pubblicò le biografie di Giorgio La Pira (1986), Mahatma Gandhi (1988) e Francesco d'Assisi (1989), e scrisse l'ultimo libro: Montezuma scopre l'Europa, (1992).
La riflessione di Balducci si allargò verso i grandi "temi planetari" dei diritti umani, del rispetto dell'ambiente, della cooperazione, della solidarietà e della pace, in una frontiera culturale tra credenti e non credenti. Sintomatico un suo contributo sulla rivista Testimonianze del 1983 dove denunciò la visione eurocentrica del mondo, rendendo omaggio all'islam, definendolo "il nesso vitale" dell'Europa medievale con la civiltà ellenica.
Nel febbraio 1991 - durante la Guerra del Golfo - fu tra promotori la campagna “Un Ponte per Baghdad”, che poi avrebbe dato vita all'associazione umanitaria Un Ponte Per.
Morì nel 1992 all'età di 69 anni, a seguito di un grave incidente stradale. La sera precedente aveva tenuto la sua ultima conferenza a San Giovanni in Persiceto (BO). Nello stesso anno gli fu conferito il Premio Nazionale Cultura della Pace alla memoria.

## L'Uomo Planetario nella Terra del Tramonto
S'impone “un rapporto di collaborazione fra uomo e uomo, fra civiltà e civiltà, fra cultura e cultura. La cultura della pace diventa così la modalità fondamentale di ogni cultura umana che voglia essere adeguata alla sfida storica attuale”.
A distanza di qualche decennio, per noi cittadini del 2013, si è un po' attenuato il problema nucleare. Viviamo però in un contesto globalizzato su un pianeta che ha 7 miliardi di abitanti con “ significative” criticità rispetto alle quali la cultura “dell'uomo planetario” si presenta come la sola risorsa.  La sintesi dell'"Uomo Planetario" coinvolge soggetti disparati in nome di una soggettività che si identifica con la specie.
La ragione, spogliata della «soggettività iperbolica» dell'uomo occidentale, vi gioca ancora un ruolo fondamentale nel patto fondativo della società creato da Balducci, conseguenza della crisi della modernità.
Riprendendo suggestioni dello studioso di antropologia e di etnologia Ernesto de Martino, Balducci ritiene che la lunga "preistoria" delle chiusure fra le isole culturali, in cui la xenofobia era un riflesso che cementava le tribù, è finita. Anche l'aggressività verso gli altri gruppi aveva avuto senso finché non c'erano le strutture di unificazione del pianeta. Ma le minacce alla sopravvivenza dell'umanità unificano il destino di tutti. L'umanità passa dalla fase dell'ominazione alla fase della planetarizzazione (e della globalizzazione).
Balducci richiama il fatto che l'antropologia - fondata in origine sull'ontologia della "differenza" (noi e gli altri, popoli di cultura e popoli di natura, civilizzati e primitivi) - scopre la possibilità di diversi modi di essere uomini nel tempo e nello spazio. Rinnegando i propri presupposti originari, l'antropologia riscopre l'anelito delle peculiari espressioni umane verso una regola universale che accomuna gli uomini, fra loro e alla natura. Questo è il senso còlto da Balducci negli itinerari culturali dello strutturalismo di Claude Lévi-Strauss, dell'"ecologia della mente" di Gregory Bateson, della grammatica generativa di Noam Chomsky.
Balducci fonda il suo discorso su questo anelito verso l'universale. Molte delle sue simbolizzazioni vertono sulla dialettica fra dimensioni particolari e universali dell'uomo.
Da Ernst Bloch mutua la dialettica fra l'uomo edito (homo editus) e l'uomo inedito (homo absconditus), una dialettica fra l'essere e il poter essere dell'uomo, un anelito che è una trascendenza senza trascendere, una «trascendenza nell'immanenza».
Il percorso di Balducci, appare come una sorta di teleologia antropologica, che rappresenta una tensione evolutiva che l'uomo può assecondare nel suo svolgimento o disconoscere. La ragione, per Balducci, trova un nuovo imperativo categorico:
«Agisci in modo che nella massima delle tue azioni il genere umano trovi le ragioni e le garanzie della propria sopravvivenza.» (da La terra del tramonto)
Balducci vede nel deperimento degli Stati e nella crescita del diritto cosmopolitico un elemento connaturato alle leggi evolutive della specie umana. La fede nell'uomo, la considerazione che la specie ha sempre superato creativamente le sfide estreme, la possibilità dell'uomo planetario: tutto questo ha senso per Balducci se il senso di appartenenza a una comunità sopranazionale produce un progetto politico planetario. Un progetto che coincide con la «comunità mondiale», un'entità che sta nascendo «in forza delle leggi evolutive della specie, quelle stesse leggi che hanno portato dalla tribù alla città, dalla città allo Stato-nazione.»
Balducci, per leggere le spinte in atto verso la formazione della comunità mondiale, recupera due categorie del giusnaturalismo: il pactum unionis e il pactum subiectionis.
La prima spinta è identificata nella prospettiva del pacifismo antropologico, il cui orizzonte è una società coesa da rapporti di spontanea reciprocità e dall'opzione preferenziale per la nonviolenza.
La seconda spinta sta nella prospettiva del realismo politico, orientato a estendere al pianeta il processo di unificazione che aveva riposto nello Stato il monopolio della forza. La dialettica di queste due spinte deve portare al partus masculus del nuovo tempo, la comunità mondiale:
« La novità è affidata alle viscere della necessità. Che sui passaggi intermedi della sua nascita ci sia buio non deve far meraviglia. Come scrisse Ernst Bloch, «ai piedi del faro, non c'è luce» (Ernesto Balducci, La terra del tramonto)

## Archivio e biblioteca personali
L’Archivio di Ernesto Balducci, le sue carte personali e gli 8.000 libri che si trovavano nel suo studio sono depositati presso la Fondazione Balducci a Fiesole, per lascito testamentario.  L'archivio si trova in buono stato di conservazione. Inizialmente era stato sommariamente organizzato e sistemato dallo stesso Balducci e dotato di un assai sommario elenco di consistenza redatto a cura della Fondazione. Finché Balducci era in vita, l’archivio e la biblioteca erano conservati interamente nella sua stanza, presso la Badia Fiesolana; qualche tempo dopo la sua morte il materiale, previa accurata descrizione topografica della situazione iniziale, è stato trasferito nella biblioteca generale della Badia, in attesa di una collocazione definitiva nella sede della Fondazione stessa.
Nell'aprile 2022, in occasione del centenario dalla nascita, fu inaugurato l'"anno balducciano" presso il Palazzo dei Cinquecento di Firenze.

## Libri e saggi di Ernesto Balducci

### Fino al 1992
- Papa Giovanni, Firenze, Vallecchi, 1965.
- "Condanna della guerra. Ricerca della pace", in AA.VV., Laici sulle vie del Concilio, Assisi, Cittadella, 1966.
- La Pietra in cammino, meditazioni sulla Chiesa del Concilio, Brescia, Morcelliana, 1967.
- L'esistenza cristiana, Firenze, Testimonianze, 1968.
- La Chiesa come Eucaristia, Brescia, Queriniana, 1969.
- "Il prete e il piccolo gruppo", in AA.VV., I piccoli gruppi nella Chiesa, Assisi, Cittadella, 1970.
- Diario dell'Esodo 1960/1970, Firenze, Vallecchi, 1971.
- Con Roger Garaudy, Cristianesimo come liberazione, Roma, Coines, 1975.
- La politica della fede. Dall'ideologia cattolica alla teologia della rivoluzione, Firenze, 1976.
- Con Pierluigi Onorato, Cittadini del mondo. Educazione civica per le scuole superiori, Milano, Principato, 1981.
- Il terzo millennio. Saggio sulla situazione apocalittica, Milano, Bompiani, 1981.
- Pensieri di pace, Assisi, Cittadella, 1985.
- La pace realismo di un'utopia, Testi e documenti di Ernesto Balducci e Ludovico Grassi, Principato, 1985.
- Il cerchio che si chiude. Intervista autobiografica a cura di Luciano Martini, Genova, Marietti, 1986.
- Storia del pensiero umano, 3 volumi, Manuale di storia della filosofia, Firenze, Cremonese, 1986.
- "Da allora niente è più come prima",  Il contemporaneo, "Per capire il Sessantotto", inserto di Rinascita, n. 9/1988.
- Gandhi, S. Domenico di Fiesole (FI), ECP, 1988.
- Giorgio La Pira, S. Domenico di Fiesole (FI), ECP, 1988.
- Francesco d'Assisi, S. Domenico di Fiesole (FI), ECP, 1989.
- L'uomo planetario, S. Domenico di Fiesole (FI), ECP, 1990 (1ªediz.: Milano, Camunia, 1985).
- Le tribù della terra: orizzonte 2000, S. Domenico di Fiesole (FI), ECP, 1991.
- Montezuma scopre l'Europa, S. Domenico di Fiesole (FI), ECP, 1992.
- La terra del tramonto. Saggio sulla transizione, S. Domenico di Fiesole (FI), ECP, 1992.
- Addio alle armi? Nuove prospettive per una cultura di pace. L'ultima conferenza di padre Ernesto Balducci, S. Giovanni in Persiceto (BO), opuscolo del Comune, 1992.
- Omelie - raccolta di 12 cofanetti da 6 CD audio cadauno,  con tutte le registrazioni sonore originali delle omelie in versione restaurata. Attraverso la voce dello stesso padre Balducci, i cofanetti ripercorrono il periodo che va dal 3 aprile 1989 al 19 aprile 1992 (ediz. Leone Multimedia, 2014)

### Dopo il 1992
- Tra istituzione e rinnovamento evangelico, pp. 70–90, in AA. VV. , Francesco un ‘pazzo’ da slegare, Atti del 40º Corso di Studi Cristiani della Pro Civitate Christiana di Assisi (1983), Assisi, Cittadella, 1993 (1ª ediz.: 1983).
- Il sogno di una cosa, S. Domenico di Fiesole (Fi), ECP, 1993.
- Pensieri di pace, Assisi (Pg), Cittadella, 1993, 2ª ed.
- Un'altra via. Nel II anniversario della scomparsa, 25 aprile 1994, S. Domenico di Fiesole (Fi), ECP, 1994.
- L'uomo planetario, S. Domenico di Fiesole (Fi), ECP, 1994, 2ª ed.
- Francesco d'Assisi,  S. Domenico di Fiesole (Fi), ECP, 1994, 3ª ed.
- con Pierluigi Onorato, Cittadini del mondo. Educazione civica. Per le Scuole superiori, Milano, Principato, 1995, 2ª ed.
- L'insegnamento di don Lorenzo Milani, Bari-Roma, Laterza, 1996, 2ª ed.
- E voi chi dite che io sia? Chi dicono gli altri che io sia?,  S. Domenico di Fiesole (Fi), ECP, 1996.
- Il tempo di Dio. Ultime omelie, S. Domenico di Fiesole (Fi), ECP, 1996.
- L'altro. Un orizzonte profetico,  S. Domenico di Fiesole (Fi), ECP, 1996.
- Cristianesimo e conflitto sociale, Cagliari, CUEC, 1997.
- Gli ultimi tempi [vol 1]. Anno A. Commento alla liturgia della parola, Roma, Edizioni Borla, 1998.
- Educazione come liberazione. L'educatore ed il sacerdote attraverso i suoi scritti, Firenze, Libreria Chiari, 1999.
- Giovanni XXIII, Casale Monferrato (AL), Piemme, 2000.
- Educazione e libertà, Casale Monferrato (AL), Piemme, 2000.
- Il cerchio che si chiude, Casale Monferrato (AL), Piemme, 2000.
- Il vangelo di Giovanni, Casale Monferrato (AL), Piemme, 2001.
- Niente è finito. Testimonianze e ricordi, Casale Monferrato (AL), Piemme, 2001.
- L'insegnamento di don Lorenzo Milani, Bari-Roma, Laterza, 2002.
- Diari 1940-1945 [vol 1], 1940-1943, Firenze, Olschki, 2002.
- Gli ultimi tempi [vol 2]. Anno B. Commento alla liturgia della parola, Roma, Borla, 2003.
- con Carlo Carretto, La santità della povera gente, Cinisello Balsamo (Mi), San Paolo Edizioni, 2003.
- con David Maria Turoldo, La Terra non sarà distrutta l'uomo inedito la salverà, Milano, Gribaudi, 2003.
- Giorgio La Pira, Firenze, Giunti, 2004.
- L'altro. Un orizzonte profetico, Firenze, Giunti, 2004.
- Francesco d'Assisi, Firenze, Giunti Editore, 2004.
- Diari [vol 2] 1943-1945, Firenze, Olschki, 2004.
- La terra del tramonto. Saggio sulla transizione, Firenze, Giunti, 2005.
- Il sogno di una cosa. Dal villaggio all'età planetaria, Firenze, Giunti, 2006.
- Pianeta Terra, casa comune, Firenze, Giunti, 2006
- Il terzo millennio, ristampa, Mauro Pagliai Editore, 2014